# Akshak
Akshak fu un'antica città sumerica situata a nord, ai confini di Akkad, a volte identificata con la babilonese Upî (la greca Òpis). La sua esatta posizione è incerta, ma la città era probabilmente situata vicino Eshnunna, nella valle del fiume Diyala.
La lista dei re sumeri menziona Unzi, Undalulu, Urur, Puzur-Nirah, Ishu-Il e Shu-Sin come re di Akshak.
Il suo nome appare per la prima volta in annotazioni del 2600 a.C. circa. Nel 2500 a.C. era in guerra con Lagash e fu catturata dal re Eannatum. Nel 2350 a.C. circa cadde nelle mani di Lugalzagesi di Umma.